# Селби, Прайдокс Джон
Прайдокс Джон Селби (англ. Prideaux John Selby; 1788—1867) — британский орнитолог, ботаник и художник-иллюстратор.
Джон Селби был старшим сыном влиятельной английской семьи. В 1804 году скончался его отец. В 1806 году Селби начал учёбу в Университетском колледже Оксфордского университета, но бросил её, и отправился жить в семейное имение Addestone. В основном Селби заботился о родовом имении, продал которое в 1850 году. Он был женат и у него было три дочери.
Селби известен своей книгой «Illustrations of British Ornithology» (1821—1834) — первым сборником иллюстраций птиц, где они были изображены в своём натуральном размере. Кроме того, он участвовал в написании «Illustrations of Ornithology» (1825—1843) и «A History of British Forest-trees» (1842). Совместно с Уильямом Джардином и Джорджем Джонстоном он основал журнал «Magazine of Zoology and Botany».
Многие из его опубликованных иллюстраций были срисованы с экземпляров из его обширной коллекции. Его коллекции были проданы в 1885 году и утеряны. Южноафриканских птиц, которые были в коллекции Эндрю Смита, передали в Зоологический музей Кембриджского университета.